# Claire Etcherelli
Claire Etcherelli, née le 11 janvier 1931 à Bordeaux (Gironde) et morte le 5 mars 2023 à Paris 13e, est une écrivaine française.
Elle est récipiendaire du prix Femina en 1967 pour son premier roman, Élise ou la vraie vie.

## Biographie
Claire Etcherelli naît à Bordeaux le 11 janvier 1931. Son père docker, mobilisé, est ensuite détenu en camp de prisonnier. Elle va alors vivre chez son grand-père au Pays basque. Elle devient orpheline à l'âge de 11 ans. Devenue pupille de la Nation, donc boursière, elle entre dans un pensionnat catholique chic à Bordeaux, où elle se dit mal à l'aise en raison de la différence des classes sociales. Pour se singulariser, elle refuse de passer son bac, abandonne les études. Elle se marie en 1951. Elle commence à écrire à 19 ans, sans trouver d'accueil favorable auprès des éditeurs. Son premier fils naît en 1955. En 1957, elle part vivre à Paris, où, par nécessité, elle travaille tout d'abord comme contrôleuse sur une chaîne de fabrication chez Citroën, puis comme ouvrière dans une autre usine. Elle est hospitalisée à la suite de problèmes de santé, survit grâce à quelques ménages, puis trouve en 1960 un emploi moins exténuant dans une agence de voyages, ce qui lui permet de recommencer à écrire. Elle entame la rédaction d'Élise ou la Vraie Vie, qui met en avant le travail à la chaîne, les relations humaines conflictuelles et surtout le racisme particulier à cette époque de la guerre d'Algérie. En 1959, elle met au monde son second fils, et achève son roman en 1963, cherchant en vain un éditeur.
L'année suivante, Élise ou la Vraie Vie est accepté par Maurice Nadeau, qui le publie aux éditions Denoël. Le roman reçoit très vite un accueil favorable, avec en novembre 1967 une première critique de Claude Lanzmann dans Elle, suivie la semaine suivante d'une seconde de Simone de Beauvoir dans Le Nouvel Observateur.
Ce premier roman remporte le prix Femina en 1967, dans un climat controversé aussi bien au sein du jury que dans la presse d'extrême droite. Il est adapté au cinéma par Michel Drach en 1970.
En 1968, elle arrête provisoirement de travailler en tant que salariée, et achève en 1971 son second roman, À propos de Clémence, qui traite de l'héroïsme des hommes et de la violence contre les femmes. Le personnage masculin, un réfugié politique qui sombre dans le désespoir et se venge de sa situation en frappant sa compagne, Clémence, lui a été inspiré par le souvenir autobiographique d'un réfugié espagnol vivant dans sa rue lorsqu'elle était enfant, et condamné pour tentative de meurtre sur sa femme. La trame littéraire du roman est nettement plus complexe que celle du précédent, avec un triple niveau de narration,. Le livre reçoit un accueil moins favorable de la critique.
En 1973, elle devient secrétaire de rédaction de la revue Les Temps modernes.
Elle publie en 1978 Un arbre voyageur. Qualifié par certains, comme ses romans précédents, de Bildungsroman, le livre est là encore une critique sociale. Il décrit la façon dont une femme, Millie, se réalise dans les maigres choix qui lui sont laissés dans un environnement contraint au sein de la classe ouvrière, en revendiquant ses droits politiques, sur fond de guerre d'Algérie. Le roman, en deux parties, évoque tout d'abord par la voix de la narratrice Anna, au travers de leurs relations à Paris, la situation de dépendance de Millie, par opposition avec le statut de la narratrice. La seconde partie, vue par un narrateur extérieur, décrit avec des réminiscences sur son enfance la vie de Millie, retirée volontairement dans un petit village de province avec son enfant, ses expériences de travailleuse précaire, ses confrontations avec ses compagnons (le premier lui a été ravi par la guerre d'Algérie, le troisième est un nationaliste breton devenu poète alcoolique) et ses rencontres avec les militants politiques qui l'influencent. Il se conclut, avec la révolution de mai 1968, par un retour volontaire à ses racines ouvrières dans le quartier de Belleville.
Après son acquittement en 1976 et avoir purgé six ans et demi de prison pour des petits braquages, Pierre Goldman entre au comité de rédaction de la revue et sa mère, la grande résistance des FTP-MOI, Janine Sochaczewska, prend sa relève lorsqu'elle quitte la Pologne pour aider aux premières années de son fils après son assassinat de septembre 1979. Elle y « tient beaucoup de place » pour « seconder Claire  Etcherelli ».
Elle meurt le 5 mars 2023 dans le 13e arrondissement de Paris, à l'âge de 92 ans. Ses obsèques se tiennent dans la plus stricte intimité le 9 mars au cimetière communal de Pantin où elle repose auprès de sa grand-mère.

## Œuvre

### Romans
- 1967 : Élise ou la Vraie Vie, éditions Denoël.
- 1971 : À propos de Clémence, éditions Gallimard.
- 1978 : Un arbre voyageur, éditions Gallimard.
- 2003 : Un temps déraisonnable, Éditions du Félin.
- 2007 : Un mal de chien, éditions Robert Laffont.
- 2021 : Prenez grand soin de m'oublier, éditions Le Bord de l'eau.

### Poésie
- 1985 : sélection des textes publiés dans l'ouvrage collectif Cent Poèmes contre le racisme pour la Ligue des droits de l'homme, avec Gilles Manceron et Bernard Wallon.
- 1989 : Dérivante, textes poétiques illustrant des gouaches du peintre Gérard Altmann, Alexandre Dewez éditeur.

## Adaptation
- 1970 : Élise ou la Vraie Vie, film français de Michel Drach, avec Marie-José Nat, Mohamed Chouikh et Bernadette Lafont.

## Archives
- Inventaire du fonds d'archives de Claire Etcherelli conservé à La contemporaine.